# İncesu (rivière)
Pour les articles homonymes, voir İncesu.
İncesu ou İncesu Deresi (en turc : İncesu eau légère, Deresi : ruisseau) est une rivière turque coupée par le barrage de Beyler. (La partie inférieure de son cours change de nom pour s'appeler Örcünler Deresi) Ce torrent se jette dans la Devrekani Deresi qui se jette dans la Mer Noire à 4,5 km à l'est du port de Cide dans la province de Kastamonu.